# Austria na Zimowych Igrzyskach Paraolimpijskich 1992
Austrię na Zimowych Igrzyskach Paraolimpijskich w 1992 roku reprezentowało 31 zawodników (22 mężczyzn i 9 kobiet) w 3 dyscyplinach. Zdobyli oni łącznie 20 medali (w tym 8 złotych), plasując swój kraj na 4. miejscu w klasyfikacji medalowej.
Był to 5. występ Austrii na zimowych igrzyskach paraolimpijskich.

## Medaliści

### Złote medale
| Zawodnik              | Dyscyplina            | Konkurencja                   |
| --------------------- | --------------------- | ----------------------------- |
| Elisabeth Dos-Kellner | Narciarstwo Alpejskie | Slalom Gigant kobiet (B1-3)   |
| Elisabeth Dos-Kellner | Narciarstwo Alpejskie | Supergigant kobiet (B1-3)     |
| Helga Knapp           | Narciarstwo Alpejskie | Slalom kobiet (LW2)           |
| Bruno Kühne           | Narciarstwo Alpejskie | Supergigant mężczyzn (B1)     |
| Reinhold Sager        | Narciarstwo Alpejskie | Slalom Gigant mężczyzn (LW10) |
| Reinhold Sager        | Narciarstwo Alpejskie | Slalom mężczyzn (LW10)        |
| Meinhard Tatschl      | Narciarstwo Alpejskie | Zjazd mężczyzn (LW6/8)        |
| Meinhard Tatschl      | Narciarstwo Alpejskie | Supergigant mężczyzn (LW6/8)  |

### Srebrne medale
| Zawodnik        | Dyscyplina            | Konkurencja                    |
| --------------- | --------------------- | ------------------------------ |
| Oliver Anthofer | Biegi narciarskie     | Bieg na 10 km mężczyzn (LW10)  |
| Barbara Jordan  | Narciarstwo alpejskie | Zjazd kobiet (LW3,4,9)         |
| Barbara Jordan  | Narciarstwo alpejskie | Slalom gigant kobiet (LW3,4,9) |

### Brązowe medale
| Zawodnik         | Dyscyplina            | Konkurencja                  |
| ---------------- | --------------------- | ---------------------------- |
| Oliver Anthofer  | Biegi narciarskie     | Bieg na 5 km kobiet (LW10)   |
| Rainer Bergmann  | Narciarstwo alpejskie | Slalom kobiet (LW2)          |
| Gisela Danzl     | Biegi narciarskie     | Bieg na 5 km kobiet (LW2-9)  |
| Odo Habermann    | Narciarstwo alpejskie | Supergigant mężczyzn (B2)    |
| Renata Hönisch   | Biegi narciarskie     | Bieg na 5 km kobiet (B2-3)   |
| Barbara Jordan   | Narciarstwo alpejskie | Slalom kobiet (LW3,4,9)      |
| Helga Knapp      | Narciarstwo alpejskie | Supergigant kobiet (LW2)     |
| Wilfried Mätzler | Narciarstwo alpejskie | Slalom Gigant mężczyzn (LW4) |
| Andrea Piribauer | Narciarstwo alpejskie | Supergigant kobiet (B1-3)    |

## Wyniki zawodników

### Biathlon
Objaśnienie kategorii:
- LW6/8 - osoby stojące; po amputacji kończyny górnej
- B2 - osoby z funkcjonującym wzrokiem na poziomie 3-5%
- B3 - osoby z funkcjonującym wzrokiem poniżej poziomu 10%

#### Osoby stojące

##### Mężczyźni
| Zawodnik       | Konkurencja            | Ilość pudeł | Czas    | Pozycja | Źródło |
| -------------- | ---------------------- | ----------- | ------- | ------- | ------ |
| Wolfgang Pickl | Bieg na 7,5 km (LW6/8) | 0           | 25:19.9 | 6.      | [ 3 ]  |

#### Osoby niewidome

##### Mężczyźni
| Zawodnik         | Konkurencja           | Ilość pudeł | Czas    | Pozycja | Źródło |
| ---------------- | --------------------- | ----------- | ------- | ------- | ------ |
| Hans Ewald Grill | Bieg na 7,5 km (B2-3) | 3           | 29:16.8 | 14.     | [ 4 ]  |

### Biegi narciarskie
Objaśnienie kategorii:
- LW2 - osoby stojące; po amputacji kończyny dolnej powyżej kolana
- LW3 - osoby stojące; po amputacji obu kóończyn dolnych poniżej kolana, z łagodnym porażeniem mózgowym lub po częściowej amputacji
- LW4 - osoby stojące; po amputacji kończyny dolnej poniżej kolana
- LW5/7 - osoby stojące; po amputacji obu kończyn górnych
- LW6/8 - osoby stojące; po amputacji kończyny górnej
- LW9 - osoby stojące; po częściowej lub całkowitej amputacji jednej kończyny górnej i jednej dolnej
- LW10 - osoby siedzące; paraliż z częściowym lub całkowitym brakiem równowagi w siedzeniu
- LW11 - osoby siedzące; paraliż z dobrze funkcjonującą równowagą w siedzeniu
- B1 - osoby niewidome
- B2 - osoby z funkcjonującym wzrokiem na poziomie 3-5%
- B3 - osoby z funkcjonującym wzrokiem poniżej poziomu 10%

#### Osoby stojące

##### Mężczyźni
| Zawodnik       | Konkurencja           | Czas    | Pozycja | Źródło |
| -------------- | --------------------- | ------- | ------- | ------ |
| Wolfgang Pickl | Bieg na 5 km (LW6/8)  | 20:18.8 | 10.     | [ 5 ]  |
| Wolfgang Pickl | Bieg na 20 km (LW6/8) | DNF     | DNF     | [ 6 ]  |

##### Kobiety
| Zawodnik     | Konkurencja           | Czas      | Pozycja | Źródło |
| ------------ | --------------------- | --------- | ------- | ------ |
| Gisela Danzl | Bieg na 5 km (LW2-9)  | 21:25.3   | brąz    | [ 7 ]  |
| Gisela Danzl | Bieg na 10 km (LW2-9) | 1:02:11.0 | 4.      | [ 8 ]  |

#### Osoby siedzące

##### Mężczyźni
| Zawodnik                                          | Konkurencja                 | Czas    | Pozycja | Źródło |
| ------------------------------------------------- | --------------------------- | ------- | ------- | ------ |
| Oliver Anthofer                                   | Bieg na 5 km (LW10)         | 17:44.8 | brąz    | [ 9 ]  |
| Gottfried Wutti                                   | Bieg na 5 km (LW10)         | 18:34.4 | 7.      | [ 9 ]  |
| Josef Siebenhofer                                 | Bieg na 5 km (LW11)         | 16:52.1 | 8.      | [ 10 ] |
| Hannes Paregger                                   | Bieg na 5 km (LW11)         | 18:06.3 | 10.     | [ 10 ] |
| Oliver Anthofer                                   | Bieg na 10 km (LW10)        | 31:23.5 | srebro  | [ 11 ] |
| Gottfried Wutti                                   | Bieg na 10 km (LW10)        | 34:42.9 | 11.     | [ 11 ] |
| Josef Siebenhofer                                 | Bieg na 10 km (LW11)        | 31:00.5 | 9.      | [ 12 ] |
| Hannes Paregger                                   | Bieg na 10 km (LW11)        | 32:54.2 | 13.     | [ 12 ] |
| Oliver Anthofer Hannes Paregger Josef Siebenhofer | Sztafeta 3x2,5 km (LW10-11) | 26:39.3 | 4.      | [ 13 ] |

#### Osoby niewidome

##### Mężczyźni
| Zawodnik         | Konkurencja        | Czas      | Pozycja | Źródło |
| ---------------- | ------------------ | --------- | ------- | ------ |
| Hans Ewald Grill | Bieg na 10 km (B2) | 36:14.8   | 9.      | [ 14 ] |
| Hans Ewald Grill | Bieg na 30 km (B2) | 1:43:07.7 | 9.      | [ 15 ] |

##### Kobiety
| Zawodnik       | Konkurencja          | Czas      | Pozycja | Źródło |
| -------------- | -------------------- | --------- | ------- | ------ |
| Margaret Heger | Bieg na 5 km (B1)    | 27:25.4   | 7.      | [ 16 ] |
| Renata Hönisch | Bieg na 5 km (B2-3)  | 18:40.3   | brąz    | [ 17 ] |
| Obkircher*     | Bieg na 5 km (B2-3)  | 22:29.0   | 10.     | [ 17 ] |
| Margaret Heger | Bieg na 10 km (B1)   | DNF       | DNF     | [ 18 ] |
| Renata Hönisch | Bieg na 10 km (B2-3) | 53:23.3   | 4.      | [ 19 ] |
| Obkircher*     | Bieg na 10 km (B2-3) | 1:04:34.3 | 9.      | [ 19 ] |

*Pełne nazwisko zawodniczki nie zostało podane w bazie danych

### Narciarstwo alpejskie
Objaśnienie kategorii:
- LW1 - osoby stojące; po amputacji obu kończyn dolnych powyżej kolana lub z osłabieniem siły mięśniowej
- LW2 - osoby stojące; po amputacji kończyny dolnej powyżej kolana
- LW3 - osoby stojące; po amputacji obu kończyn dolnych poniżej kolana, z łagodnym porażeniem mózgowym lub po częściowej amputacji
- LW4 - osoby stojące; po amputacji kończyny dolnej poniżej kolana
- LW5/7 - osoby stojące; po amputacji obu kończyn górnych
- LW6/8 - osoby stojące; po amputacji kończyny górnej
- LW9 - osoby stojące; po częściowej lub całkowitej amputacji jednej kończyny górnej i jednej dolnej
- LW10 - osoby siedzące; paraliż z częściowym lub całkowitym brakiem równowagi w siedzeniu
- LW11 - osoby siedzące; paraliż z dobrze funkcjonującą równowagą w siedzeniu
- B1 - osoby niewidome
- B2 - osoby z funkcjonującym wzrokiem na poziomie 3-5%
- B3 - osoby z funkcjonującym wzrokiem poniżej poziomu 10%

#### Osoby stojące

##### Mężczyźni
| Zawodnik             | Konkurencja           | Czas    | Pozycja | Źródło |
| -------------------- | --------------------- | ------- | ------- | ------ |
| Rainer Bergmann      | Slalom (LW2)          | 1:21.03 | brąz    | [ 20 ] |
| Karl Steindl         | Slalom (LW2)          | 1:23.24 | 6.      | [ 20 ] |
| Wilfried Mätzler     | Slalom (LW4)          | 1:18.89 | 4.      | [ 21 ] |
| Hanspeter Feller     | Slalom (LW4)          | 1:27.18 | 9.      | [ 21 ] |
| Meinhard Tatschl     | Slalom (LW6/8)        | 1:18.64 | 4.      | [ 22 ] |
| Wolfgang Moosbrugger | Slalom (LW6/8)        | DNF     | DNF     | [ 22 ] |
| Rainer Bergmann      | Slalom Gigant (LW2)   | DNF     | DNF     | [ 23 ] |
| Karl Steindl         | Slalom Gigant (LW2)   | DNF     | DNF     | [ 23 ] |
| Wilfried Mätzler     | Slalom Gigant (LW4)   | 2:17.44 | brąz    | [ 24 ] |
| Hubert Mandl         | Slalom Gigant (LW4)   | DNF     | DNF     | [ 24 ] |
| Peter Schadler       | Slalom Gigant (LW6/8) | DNF     | DNF     | [ 25 ] |
| Meinhard Tatschl     | Slalom Gigant (LW6/8) | DNF     | DNF     | [ 25 ] |
| Karl Steindl         | Supergigant (LW2)     | 1:30.98 | 7.      | [ 26 ] |
| Wilfried Mätzler     | Supergigant (LW4)     | 1:21.35 | 5.      | [ 27 ] |
| Hubert Mandl         | Supergigant (LW4)     | 1:21.51 | 6.      | [ 27 ] |
| Meinhard Tatschl     | Supergigant (LW6/8)   | 1:16.74 | złoto   | [ 28 ] |
| Karl Steindl         | Zjazd (LW2)           | 1:16.30 | 6.      | [ 29 ] |
| Peter Perner         | Zjazd (LW2)           | DNF     | DNF     | [ 29 ] |
| Wilfried Mätzler     | Zjazd (LW4)           | 1:10.87 | 4.      | [ 30 ] |
| Hubert Mandl         | Zjazd (LW4)           | 1:12.04 | 5.      | [ 30 ] |
| Meinhard Tatschl     | Zjazd (LW6/8)         | 1:07.69 | złoto   | [ 31 ] |
| Wolfgang Moosbrugger | Zjazd (LW6/8)         | 1:11.98 | 7.      | [ 31 ] |
| Peter Potscher       | Zjazd (LW1,3,5/7,9)   | 1:17.70 | 8.      | [ 32 ] |

##### Kobiety
| Zawodniczka    | Konkurencja             | Czas    | Pozycja | Źródło |
| -------------- | ----------------------- | ------- | ------- | ------ |
| Helga Knapp    | Slalom (LW2)            | 1:24.49 | złoto   | [ 33 ] |
| Barbara Jordan | Slalom (LW3,4,9)        | 1:31.41 | brąz    | [ 34 ] |
| Carmen Haderer | Slalom (LW3,4,9)        | 1:34.47 | 5.      | [ 34 ] |
| Helga Knapp    | Slalom Gigant (LW2)     | DNF     | DNF     | [ 35 ] |
| Barbara Jordan | Slalom Gigant (LW3,4,9) | 2:21.63 | srebro  | [ 36 ] |
| Carmen Haderer | Slalom Gigant (LW3,4,9) | DNS     | DNS     | [ 36 ] |
| Helga Knapp    | Supergigant (LW2)       | 1:21.20 | brąz    | [ 37 ] |
| Carmen Haderer | Supergigant (LW3,4,9)   | 1:26.23 | 5.      | [ 38 ] |
| Barbara Jordan | Supergigant (LW3,4,9)   | DNF     | DNF     | [ 38 ] |
| Helga Knapp    | Zjazd (LW2)             | 1:19.69 | 4.      | [ 39 ] |
| Barbara Jordan | Zjazd (LW3,4,9)         | 1:15.04 | srebro  | [ 40 ] |

#### Osoby siedzące

##### Mężczyźni
| Zawodnik       | Konkurencja          | Czas    | Pozycja | Źródło |
| -------------- | -------------------- | ------- | ------- | ------ |
| Reinhold Sager | Slalom (LW10)        | 1:58.33 | złoto   | [ 41 ] |
| Reinhold Sager | Slalom Gigant (LW10) | 2:59.28 | złoto   | [ 42 ] |
| Paul Bluschke  | Slalom Gigant (LW11) | DNF     | DNF     | [ 43 ] |

#### Osoby niewidome

##### Mężczyźni
| Zawodnik         | Konkurencja        | Czas    | Pozycja | Źródło |
| ---------------- | ------------------ | ------- | ------- | ------ |
| Leopold Ertl     | Slalom Gigant (B1) | DQ      | DQ      | [ 44 ] |
| Odo Habermann    | Slalom Gigant (B2) | DNF     | DNF     | [ 45 ] |
| Bruno Kühne      | Supergigant (B1)   | 2:43.87 | złoto   | [ 46 ] |
| Odo Habermann    | Supergigant (B2)   | 1:35.85 | brąz    | [ 47 ] |
| Gerhard Psheider | Supergigant (B2)   | 1:36.54 | 4.      | [ 47 ] |

##### Kobiety
| Zawodnik              | Konkurencja          | Czas    | Pozycja | Źródło |
| --------------------- | -------------------- | ------- | ------- | ------ |
| Elisabeth Dos-Kellner | Slalom Gigant (B1-3) | 2:27.00 | złoto   | [ 48 ] |
| Andrea Piribauer      | Slalom Gigant (B1-3) | 2:46.50 | 4.      | [ 48 ] |
| Elisabeth Dos-Kellner | Supergigant (B1-3)   | 1:23.98 | złoto   | [ 49 ] |
| Andrea Piribauer      | Supergigant (B1-3)   | 1:29.43 | brąz    | [ 49 ] |